# جنبش‌های ال‌جی‌بی‌تی

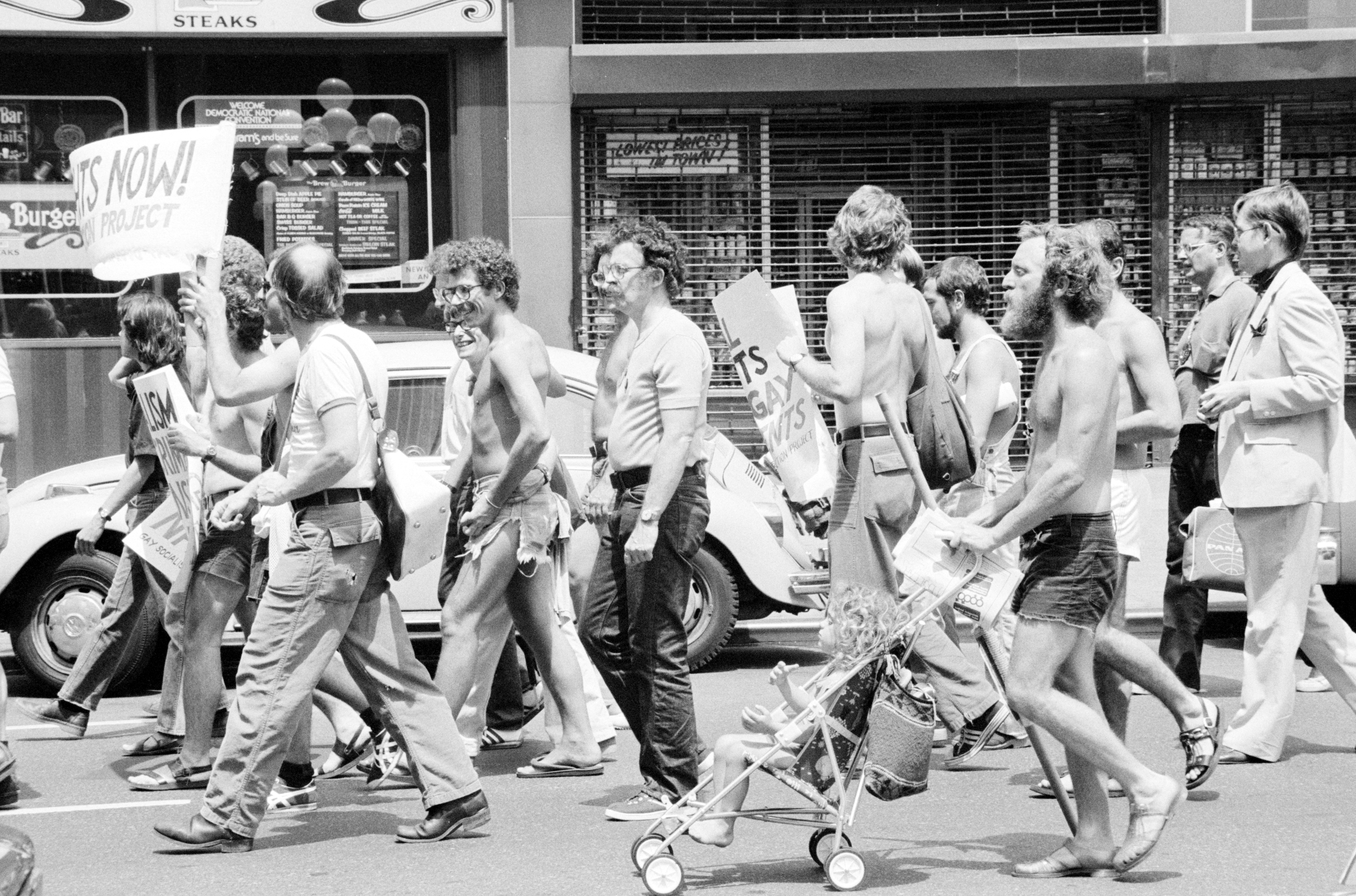
تظاهرات برای حقوق همجنسگرایان مرد در نیویورک، ۱۹۷۶.

جنبش‌های همجنس‌گرایان مرد، همجنس‌گرایان زن، دوجنس‌گرایان و ترنس‌ها (ال‌جی‌بی‌تی) نوعی از جنبش اجتماعی هستند که برای احقاق حقوق ال‌جی‌بی‌تی در جامعه و بدست آوردن حقوق اجتماعی و شهروندی برابر با دیگران تلاش می‌کنند. افراد ال‌جی‌بی‌تی و دیگر اعضای جنبش‌های ال‌جی‌بی‌تی پیشینه‌ای طولانی در مبارزه برای کسب حقوق ال‌جی‌بی‌تی دارند. گرچه یک سازمان مرکزی برای نمایندگی ال‌جی‌بی‌تی و حقوق قانونی آنان وجود ندارد اما سازمان‌های حقوق ال‌جی‌بی‌تی متعددی در سطح جهان وجود دارد. نخستین سازمان‌ها در چهارچوب حمایت از حقوق ال‌جی‌بی‌تی در سال ۱۹۲۴ میلادی به وجود آمدند.